# Ayla Kell
Pour les articles homonymes, voir Kell.
Ayla Kell est une danseuse de ballet et actrice américaine née le 7 octobre 1990 à Los Angeles, Californie.

## Biographie
Dès son plus jeune âge, Ayla a étudié le ballet sérieusement puis a dansé avec la compagnie de American Ballet Theater.
Ses connaissances en danse ont été un réel avantage pour interpréter le rôle de Payson Keeler dans la série à succès Championnes à tout prix (Make It or Break It).                   Elle est en couple avec l’acteur Sterling Knight.

## Filmographie

### Cinéma
- 1999 : La Prophétie des ténèbres (The Omega Code) : Maddie Lane
- 2005 : Basket Academy (Rebound) : Une jolie Fille/Cheerleader
- 2008 : Panique à Hollywood (What Just Happened) : Mary #1
- 2012 : Defeat the Label (Court-métrage)
- 2015 : Walt avant Mickey (Walt Before Mickey)

### Télévision
- 1997 : Get to the Heart : The Barbara Mandrell Story (Téléfilm) : Barbara Mandrell jeune
- 2004 : Malcolm (Malcolm in the Middle) (série télévisée) : Kylie
- 2005 : Weeds (série télévisée) : Chelsea
- 2007 : FBI : Portés disparus (Without a Trace) (série télévisée) : Mia Jones jeune
- 2008 : Just Jordan (série télévisée) : Jade
- 2008 : Les Experts : Miami (CSI: Miami) (série télévisée) : Chelsea Marsh
- 2009 – 2012 : Championnes à tout prix (Make It or Break It) (série télévisée) : Payson Keeler
- 2011 : Leverage (série télévisée) : Olivia Livingston
- 2013 : Missing at 17 (Téléfilm) : Candace
- 2015 : Un refuge pour mon bébé (Rosemont) : Lisa